# Lavaufranche

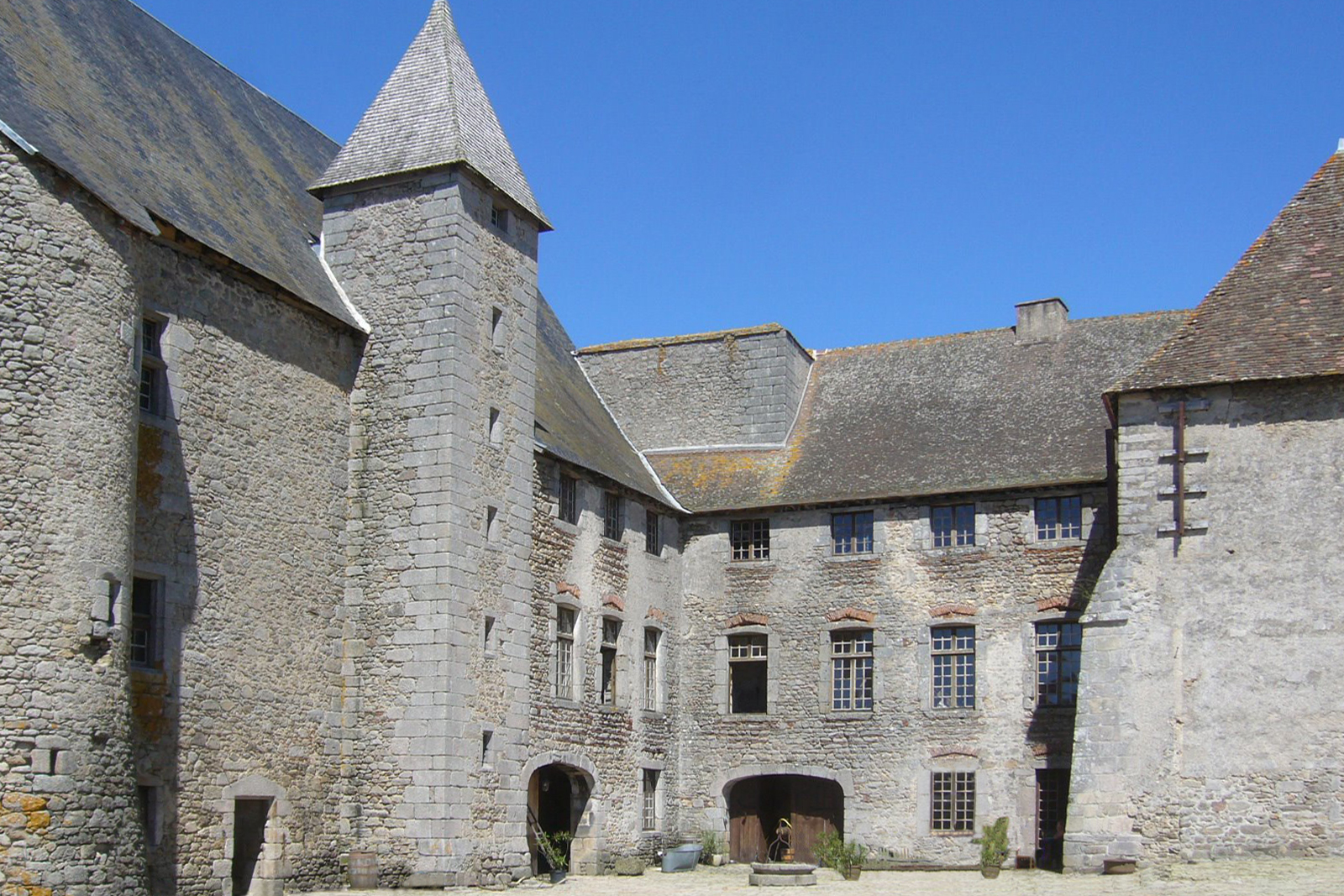
Komturia Zakonu św. Jana z Jerozolimy (2008)

Lavaufranche – miejscowość i gmina we Francji, w regionie Nowa Akwitania, w departamencie Creuse.
Według danych na rok 1990 gminę zamieszkiwało 231 osób, a gęstość zaludnienia wynosiła 14 osób/km² (wśród 747 gmin Limousin Lavaufranche plasuje się na 407. miejscu pod względem liczby ludności, natomiast pod względem powierzchni na miejscu 410.).

## Populacja

Populacja Lavaufranche w latach 1962–2008